# チュイ州
座標: 北緯42度30分 東経74度30分 / 北緯42.500度 東経74.500度
チュイ州（キルギス語: Чүй областы、ロシア語: Чуйская область）は、キルギスの州。北から時計回りにカザフスタン、イシク・クル州、ナルン州、ジャララバード州、タラス州と接する。州都はビシュケクだが、2003年から2006年5月まではトクマクだった。

## 地理

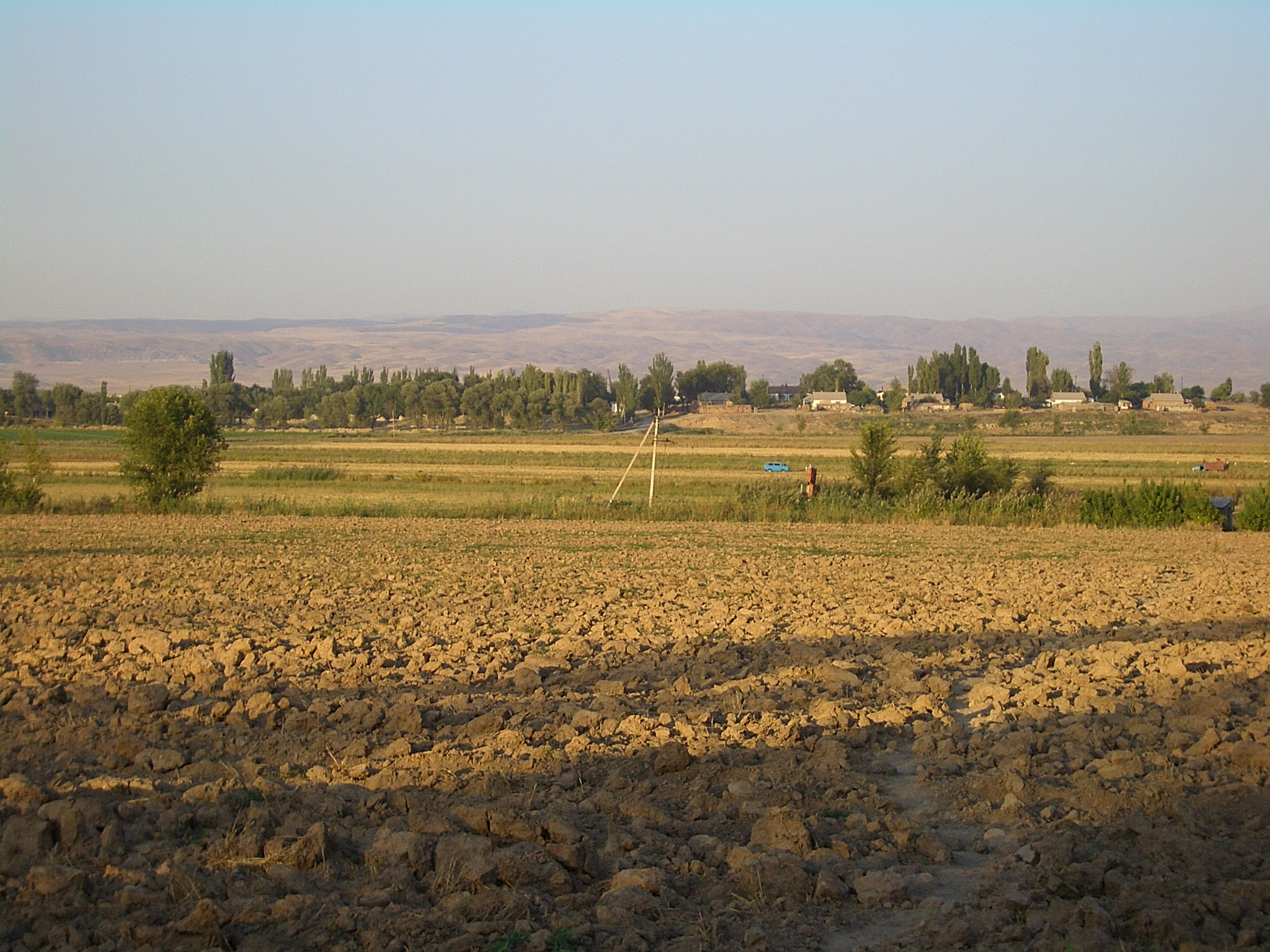
チュイ川流域の平地

チュイ川流域の北部は全国的にも貴重な平地で、肥よくな土壌と水資源に恵まれていることから小麦、トウモロコシ、テンサイ、ジャガイモ、アルファルファなどを産する。トクマクやカント、カラバルタといった都市部は旧ソ連時代、農産物加工を中心に栄えた。ロシア人、ウクライナ人、ドンガン人、高麗人、ドイツ人など、キルギス人以外のマイノリティの割合が高い。
南のタラス州と州境を成すキルギス山地には、ハイキングやトレッキングコースが多い。山を越えると、同じ州でもナルイン州のような光景になる。州北東部の回廊はチョン・ケミン渓谷である。
主要都市はたいてい、州を横断するタラス＝ビシュケク＝バルイクチ高速道に面する。このうちビシュケク以西の部分は欧州ルートE40号に指定されているが、地元では旧ソ連の名称にならいM-39高速道と呼ばれる。E40号はビシュケクからチュイ川やカザフスタン国境を越えて、アルマトイまで至る。
鉄道はタラスとビシュケク、バルイクチを結ぶ路線（トルキスタン・シベリア鉄道のビシュケク支線）しかないが、あまり使われないようである。

## 基礎的経済指標
- 就労人口 - 328千人（2008年）[1]
- 登録失業者数 - 7089人（2008年）[2]

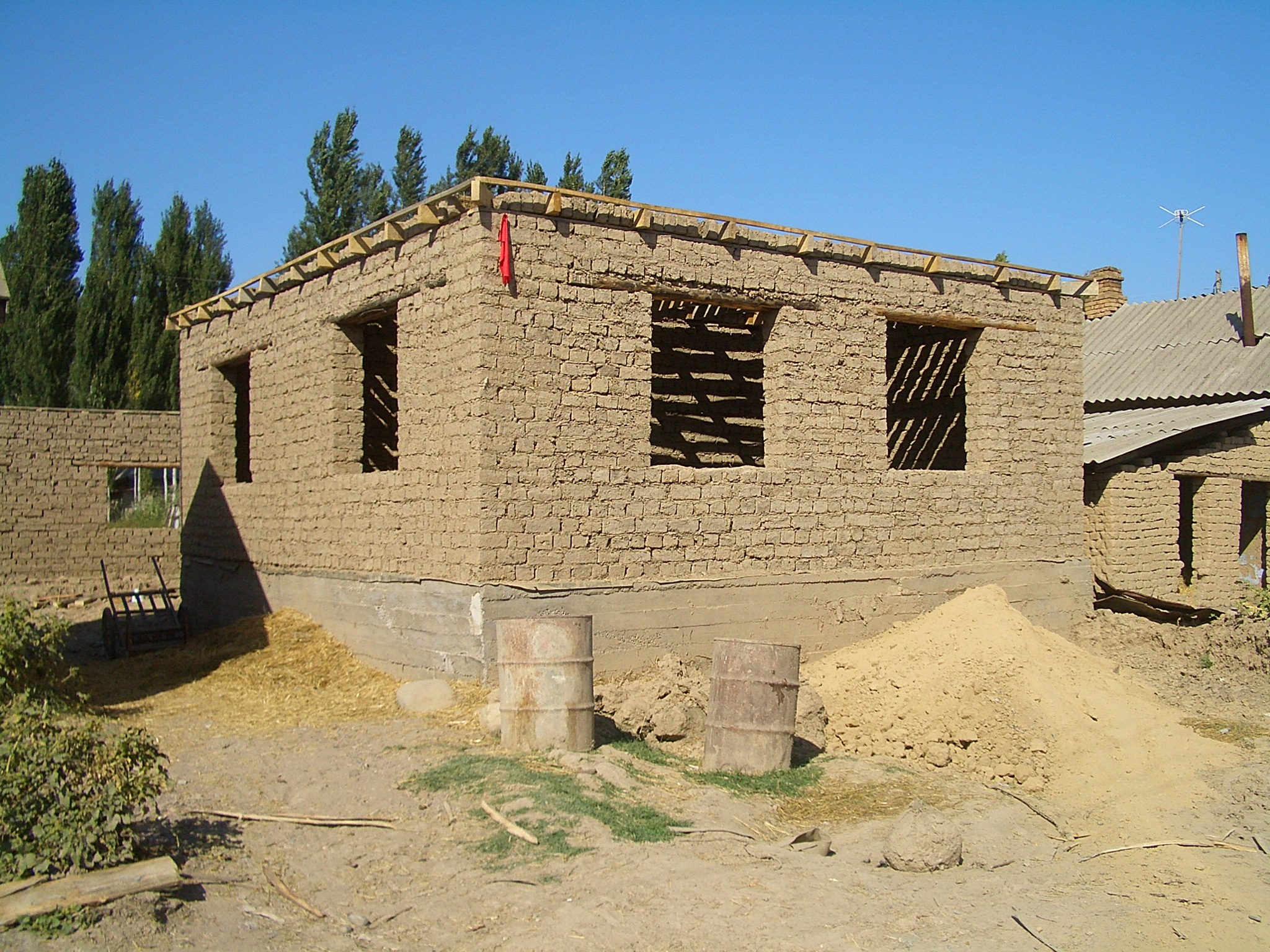
レンガ造りの家屋（ミリャンファン）

- 輸出額 - 2481十万米ドル（2008年）[3]
- 輸入額 - 2209十万米ドル（2008年）[3]
- 外国からの直接投資 - 662十万米ドル（2008年）[4]

## 人口統計
州内には2009年の時点で町が4つ、都市型集落が5つ、村が331ある。2009年の人口・住宅国勢調査に基づく総人口は79万438人。

### 民族構成
データは2009年の国勢調査による。
| 民族               | 総人口     | 割合  |
| ------------------ | ---------- | ----- |
| キルギス人         | 47万4805人 | 59.1% |
| ロシア人           | 16万7135人 | 20.8% |
| ドンガン人         | 4万9802人  | 6.2%  |
| ウイグル人         | 1万5276人  | 1.9%  |
| ウズベク人         | 1万4755人  | 1.8%  |
| カザフ人           | 1万2800人  | 1.6%  |
| トルコ人           | 1万1124人  | 1.4%  |
| ウクライナ人       | 1万850人   | 1.4%  |
| アゼリー人         | 1万196人   | 1.3%  |
| タタール人         | 6482人     | 0.8%  |
| ヴォルガ・ドイツ人 | 5919人     | 0.7%  |
| クルド人           | 4544人     | 0.6%  |
| 高麗人             | 4388人     | 0.5%  |
| タジク人           | 2600人     | 0.3%  |
| レズギ人           | 2246人     | 0.3%  |
| ダルギン人         | 1812人     | 0.2%  |
| カラチャイ人       | 1379人     | 0.2%  |
| チェチェン人       | 1316人     | 0.2%  |
| その他             | 5801人     | 0.7%  |

## 下位行政区

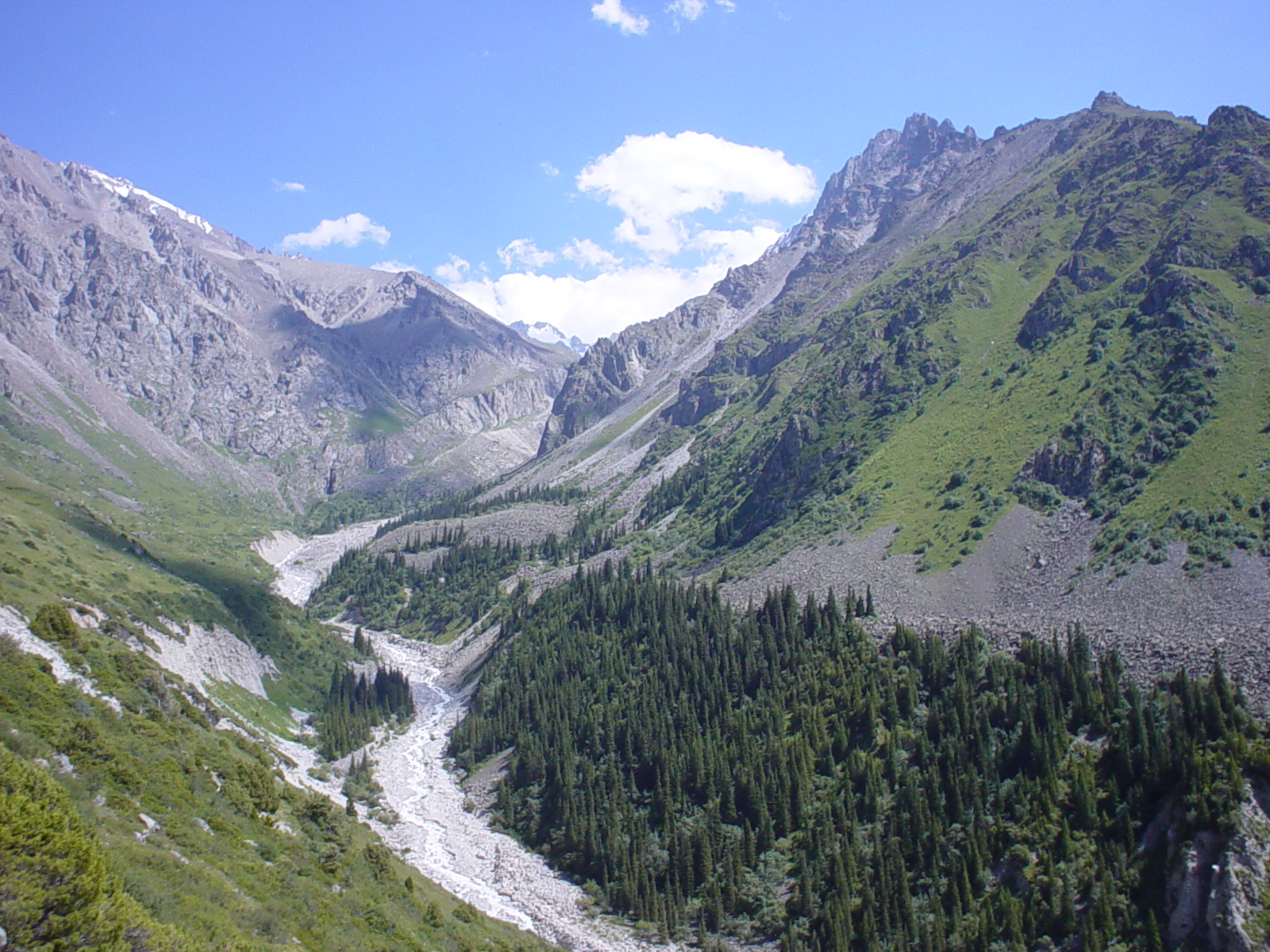
ビシュケク南方のアラアルチャ川峡谷

チュイ州は下記の8地区およびトクマク市からなる。チュイ地区はトクマク市を取り囲み、アラムドゥン地区はビシュケク市を取り囲むように位置するが、ビシュケク市は特別市であるため州には属さない。南東部の回廊はジャイール地区とパンフィロフ地区が飛び地として管轄している。
| 地区名             | 中心地           | 総人口（2009年国勢調査） |
| ------------------ | ---------------- | ------------------------ |
| ケミン地区         | ケミン           | 41,924                   |
| チュイ地区         | チュイ           | 44,753                   |
| トクマク市         | トクマク         | 53,087                   |
| イシカタ地区       | カント           | 131,503                  |
| アラムドゥン地区   | レベディノフカ   | 147,208                  |
| ソクルク地区       | ソクルク         | 158,137                  |
| モスコフスキー地区 | ベロヴォドスコエ | 83,641                   |
| ジャイール地区     | カラバルタ       | 90,348                   |
| パンフィロフ地区   | カインディ       | 39,837                   |

## ギャラリー

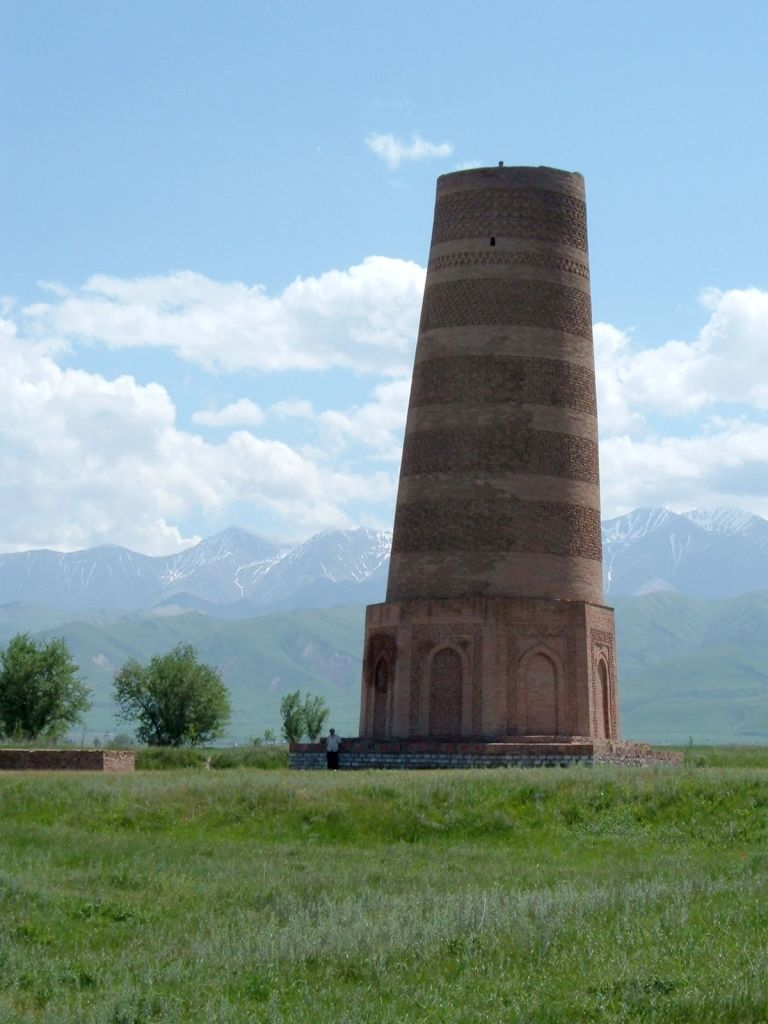
ブラナ塔
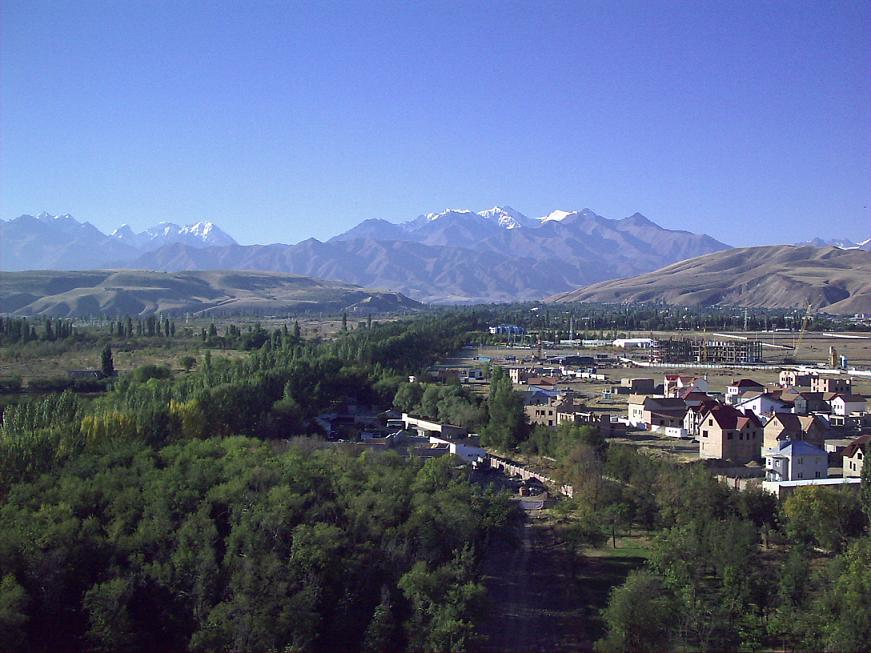
ビシュケク南部
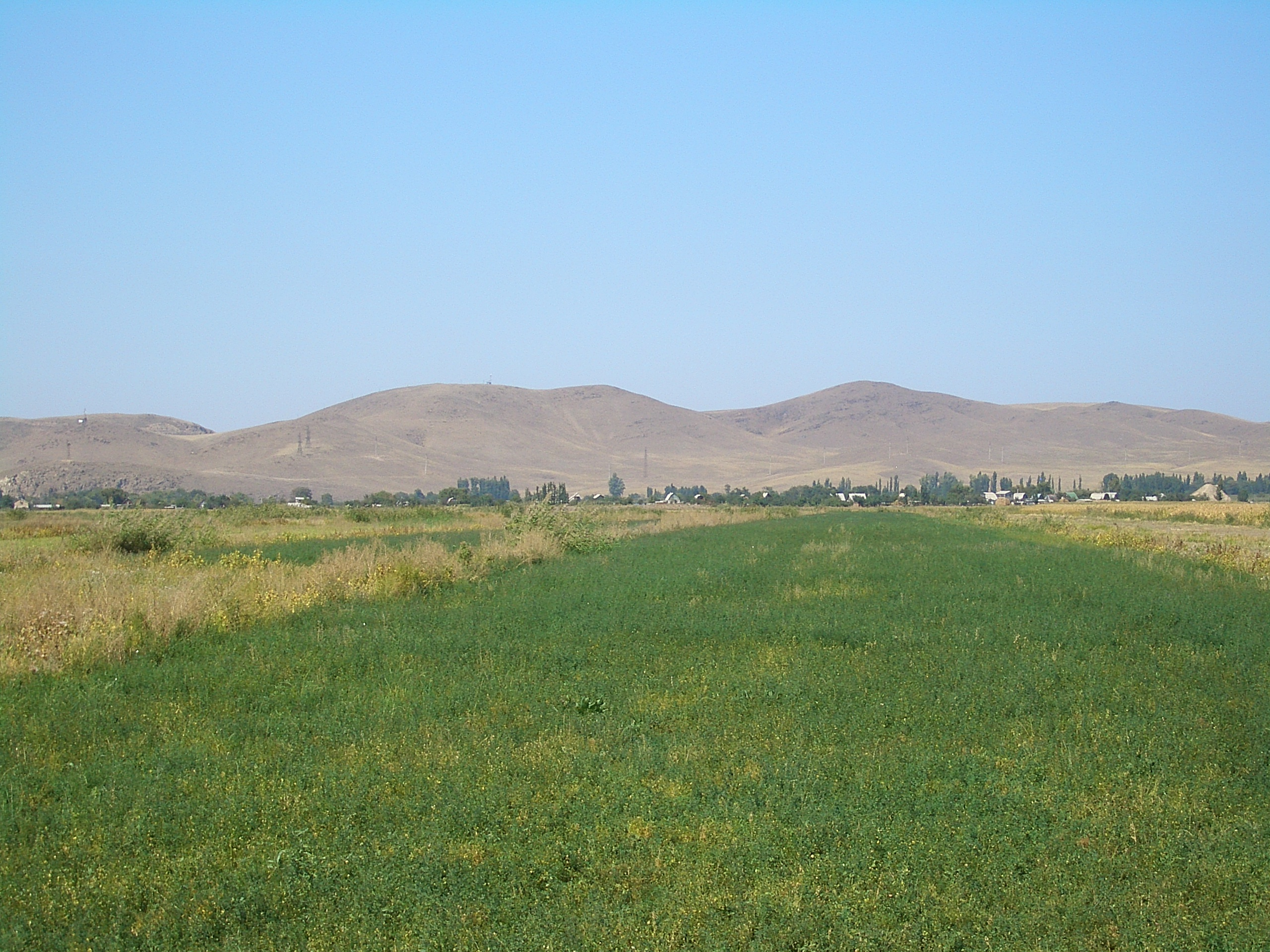
チュイ川流域の農地
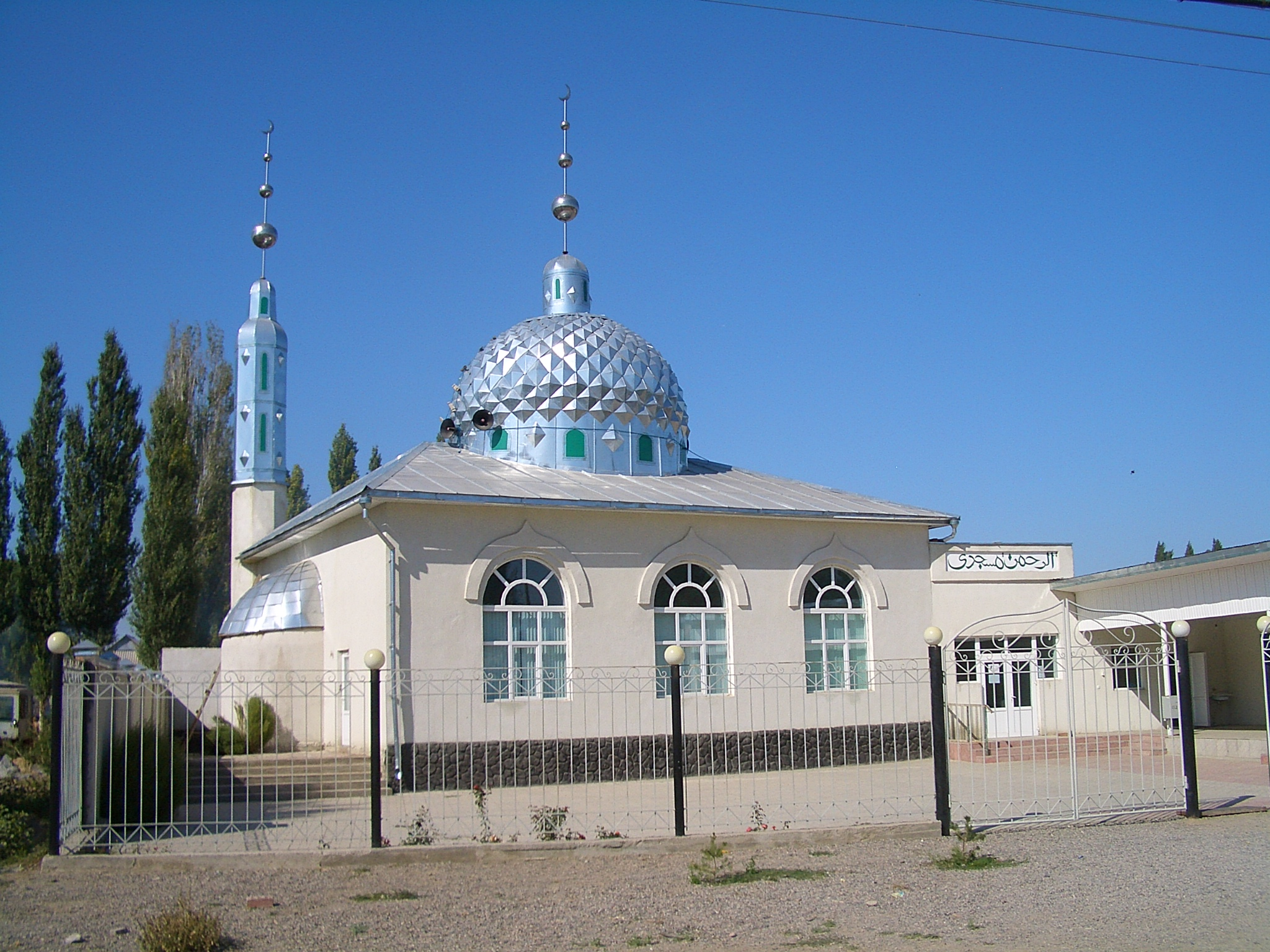
イシカタ地区ミリャンファンにある新築のモスク
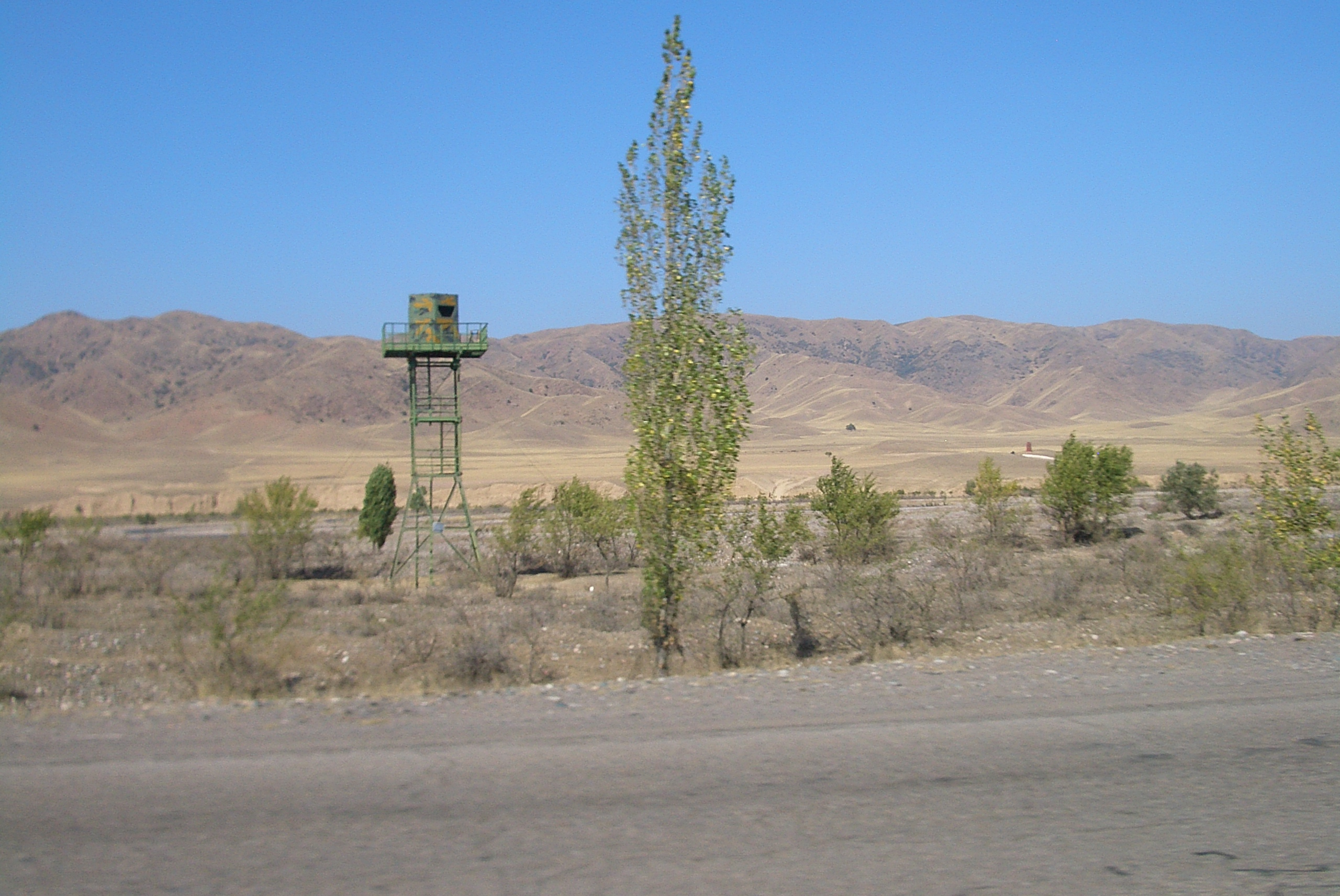
カザフスタン国境
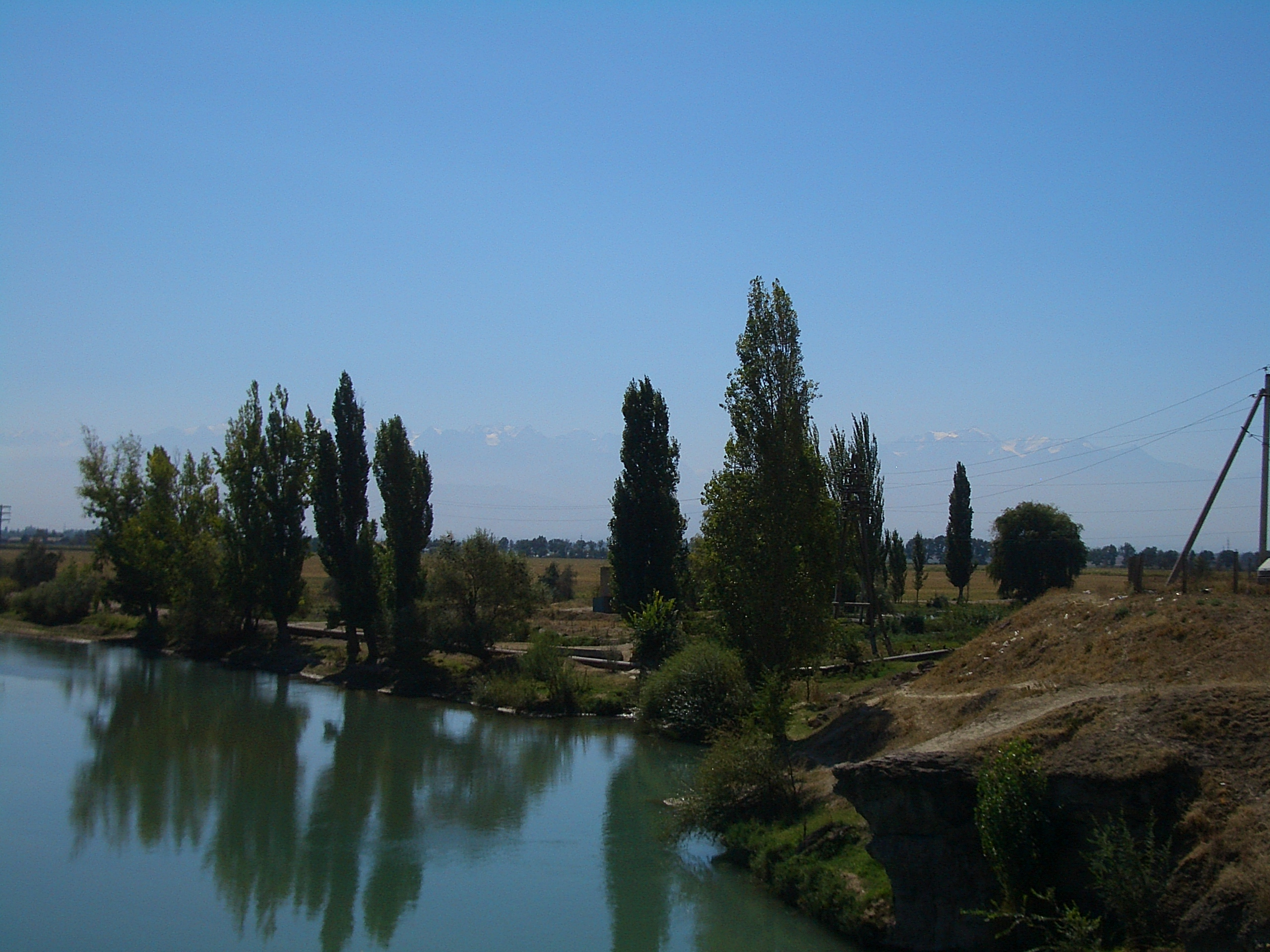
コルダイ近くのチュイ川